# Kotnahalli, Tumkur
Kotnahalli là một làng thuộc tehsil Tumkur, huyện Tumkur, bang Karnataka, Ấn Độ.